# 托夫馬奇 (利維夫州)
50°4′44″N 24°17′53″E / 50.07889°N 24.29806°E
托夫馬奇（羅馬化：Tovmach）是烏克蘭西部的村莊，隸屬利維夫州的利維夫區。該村面積0.98平方公里，海拔高度229米，2001年人口195，人口密度每平方公里198.98人。